# Homecoming (Sanctuary – Génrejtek)
A Homecoming a Sanctuary – Génrejtek című kanadai sci-fi-fantasy televíziós sorozat negyedik évadjának hatodik epizódja.

## Ismertető
Will a libériai Menedékbe utazik, hogy pénzzel lássa el a csapatot. Mivel a Menedék-hálózat mögött már nem állnak ott a világ kormányai, Helen Magnus a saját pénzével működteti azt. Monroviában lázongások folynak a közeledő választások miatt. Will is támadás áldozatául esik, egy ütés következtében eszméletét és ideiglenesen a látását is elveszíti. Egy segítője házában fekszik, míg a kinti események elcsitulnak, közben gyermekkorának és apjával való kapcsolatának emlékei törnek elő agyából. Felépülése után emlékei hatására Will újra találkozik apjával.
A Menedékbe két denevérszerű lény érkezik, Bruno és Sheila Delacourt. Sheilának megsérült a szárnya, de Magnus semmi balesetre utaló jelet nem talál, és végül Bruno és társa elárulja, miért is jöttek. Egy vörös listás abnormális szállítmányról van információjuk, azonban a helyszínen fegyvereket és egy marék gyémántot is találnak. Magnus rájön, hogy ez nem véletlen volt, és ki is szedi belőlük, hogy a fegyverekért kapott pénzért elrabolt abnormális gyerekeket akarnak megmenteni. A gyerekek elrablói elkapják a denevérpárt, és a pénz hiányában meg is akarják ölni őket. Idejében érkezik Magnus és Henry, hogy megmentsék őket, és a gyerekekre is rátalálnak.

## Érdekesség
Az epizód a sorozat egyik főszereplője, Robin Dunne első rendezése.

## Fogadtatás
A TV by the Numbers nézettségi adatai szerint az epizódot 1,319 millió néző látta a 18-49 éves korosztály körében, ami pozitív változás az előző epizód sikeréhez képest.